# Strymon bubastus
Espèce
Le Thécla de la Guimauve  ou Lycène sans queue (Strymon bubastus) est une espèce d'insectes lépidoptères - ou papillons de la famille des Lycaenidae, sous-famille des Theclinae et du genre Strymon.

## Dénomination
Strymon bubastus a été décrit par Caspar Stoll en 1780, sous le nom initial de Papilio bubastus.
Synonyme: Papilio minereus Fabricius, 1787; Thecla salona Hewitson, 1868; Thecla sapota Hewitson, 1877; Thecla cestri peruensis Dufrane, 1939; Strymon vividus Le Crom & Johnson, 1997.

### Noms vernaculaires
Le Thécla de la Guimauve ou Lycène sans queue se nomme Disjunct Scrub-Hairstreak en anglais.

## Description
Strymon bubastus est un petit papillon  qui ne possède pas de queue.
Le dessus du mâle est marron.
Le revers est gris à reflets métallisés orné de lignes de chevrons gris et de points foncé cernés de blanc avec deux gros ocelle orange pupillé de noir dont un en position anale.

## Écologie et distribution
Strymon bubastus est présent à Porto Rico, en Colombie, au Venezuela, au Pérou et aux Antilles, à la Dominique, à Grenade et à la Martinique,.

### Biotope
Strymon bubastus réside à faible altitude dans les zones sèches du littoral et dans les mornes.

### Protection
Pas de statut de protection particulier.